# Газма
Пещера Газма (азерб. Qazma mağarası) является палеолитической стоянкой на территории Даралагёзского хребта (Нахичеванский район). Была обнаружена на территории Ордубадского и Шарурского районов в 1983 году в результате археологической экспедиции, организованной по инициативе Института археологии и этнографии Национальной Академии Наук Азербайджанской ССР.
В 2008—2009 годах раскопки были повторены под руководством археолога А. А. Зейналова. В результате раскопок, в общей сложности было вскрыто приблизительно 30 квадратных метров площади.
Длина пещеры Газма составляет 26 метров, ширина — 1—6,5 метров.

## География
Указанная пещера располагается на расстоянии 3 км к северо-востоку от деревни Тананам и к северо-западу от селения Гарабаглар.

## Исследования
На территории пещеры Газма в 1987—1990 годах под руководством А. Г. Джафарова были проведены археологические раскопки. В результате раскопок был обнаружен культурный слой толщиной в 3 метра. Количество найденных культурных слоёв достигает шести.
В пещере было обнаружено 874 каменных орудия труда из обсидиана, кремния и туфа. Форма орудий сходна с теми, что были найдены в пещерах Азых и Таглар.
Предметы быта в первом и втором культурных слоях относятся к периодам энеолита и средних веков. В нижних слоях были найдены каменные изделия эпохи палеолита, относящиеся к культуре Мустье.
Первый культурный слой является позднеголоценовым и включает в себя остатки керамики периодов энеолита, бронзы и средневековья. Основу первого слоя составляет чернозем толщиной 15—20 см.
Второй и третий слои, в частности, содержат мелкие обломки изделий. Второй слой-состоит из светло-желтого глинистого грунта. Общая толщина второго слоя составляет 20—25 см.
Третий слой-состоит из темно-желтой глинистой почвы. Во время раскопок были обнаружены окаменелости животных. Этот слой немного толще. Общая толщина слоя составляла 35—40 см.
В четвёртом, пятом, шестом культурных слоях были найдены: остеологический материал, следы очага и орудия труда, относящиеся к культуре Мустье. В данных мустьерских слоях пещеры было найдено около 775 каменных артефактов. В основном, это — изделия из обсидиана (690), кремния и кремнистого сланца.
Четвертый слой-состоит из светло-желтоватого глинистого слоя почвы. Зафиксированы разломы скал и обломки сталактитов, выпавших из верхней части пещеры. Общая толщина слоя составляла 25—30 см. В четвертом культурном слою были обнаружены каменные изделия, орудия труда из костей (ножи, остроконечники, скребла, лимасы, скребки, отщепы).
Пятый слой-состоит из темно-желтой глинистой почвы и светло-серых слоев на отдельных участках. Были зафиксированы трещины горных пород и фрагменты сталактитов. В пятом слою было найдено 13 орудий из камня, 11 из обсидиана и 2 из кремния. Общая толщина слоя составляла 30—35 см.
Шестой слой состоит из темно-коричневой глинистой почвы. В отличие от других слоев, в шестом слою редко встречались фрагменты сталактитов. Особый интерес представляет инвентарь данного слоя: следы двух очагов; почерневшие кости; орудия труда, изготовленные из обсидиана, осколков, нуклеина, остроконечников, кремния, лимасов.
В трёх мустьерских слоях пещеры было обнаружено 353 артефакта, 54 из которых являются орудиями.
Общими для всех культурных слоев пещеры являются остатки костей таких животных, как олень, козёл, джейран, плейстоценовый осёл.
На территории пещеры Газма было обнаружено более 15 тыс. костей. Изучением фауны занимались Д. В. Гаджиев и С. Д. Алиев. Всего насчитывается около 24 видов животных.
Основным видом деятельности жителей пещеры Газма являлась охота.